# Gunnam-Hochwasserschutzanlage
Die Gunnam-Hochwasserschutzanlage (Koreanisch 군남홍수조절지) an der Mündung des Hantan-Flusses, etwa 12 km am Oberlauf des Imjin-Flusses gelegen, ist der erste nur als Hochwasserschutzanlage gebaute Staudamm Südkoreas. Der Beton-Staudamm hat eine Höhe von 26 Metern und eine Länge von 658 Metern.
Im Gebiet des Imjin-Flusses kam es zwischen 1996 und 1998 wiederholt zu örtlichen starken Platzregen, die in den Städten Paju, Yangju, Dongducheon, Pocheon, Yeoncheon (Provinz Gyeonggi-do) und in Cheorwongun (Provinz Gangwon-do) insgesamt 116 Todesopfer, mehr als 30000 Betroffene, sowie einen Sachschaden in Milliardenhöhe verursachten. Aus diesem Grund wurde die Hochwasserschutzanlage konzipiert, der Bau im November 2006 begonnen und im Dezember 2013 vollendet.